# Raila
Raila ist ein Ortsteil der Stadt Saalburg-Ebersdorf in Thüringen.

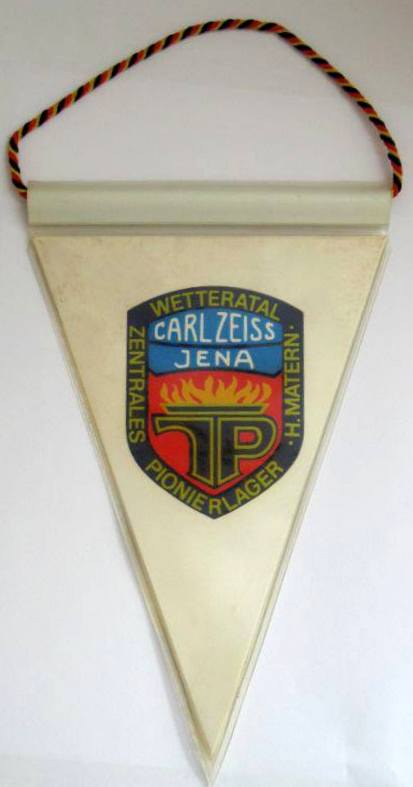
Erinnerungswimpel des Pionierlagers

## Geografie
Raila liegt im Tal der Wettera im Thüringer Schiefergebirge auf circa 469 m ü. NN. Die vor allem nördlich des Ortes für Ackerbau genutzte Flur von Raila ist in weiten Teilen von Wald umgeben. Am östlichen Ortsrand verläuft die Bundesautobahn 9. Das landwirtschaftlich geprägte Angerdorf hat 102 Einwohner auf einer Gesamtfläche von 4,3 km².
Nachbarorte sind südlich Wernsdorf, westlich Saalburg,  Kulm, Kloster. Danach folgt die Bleilochtalsperre.
Mit der Linie 730 des Verkehrsunternehmens KomBus hat Raila Anschluss an die Städte Schleiz und Tanna.

## Geschichte

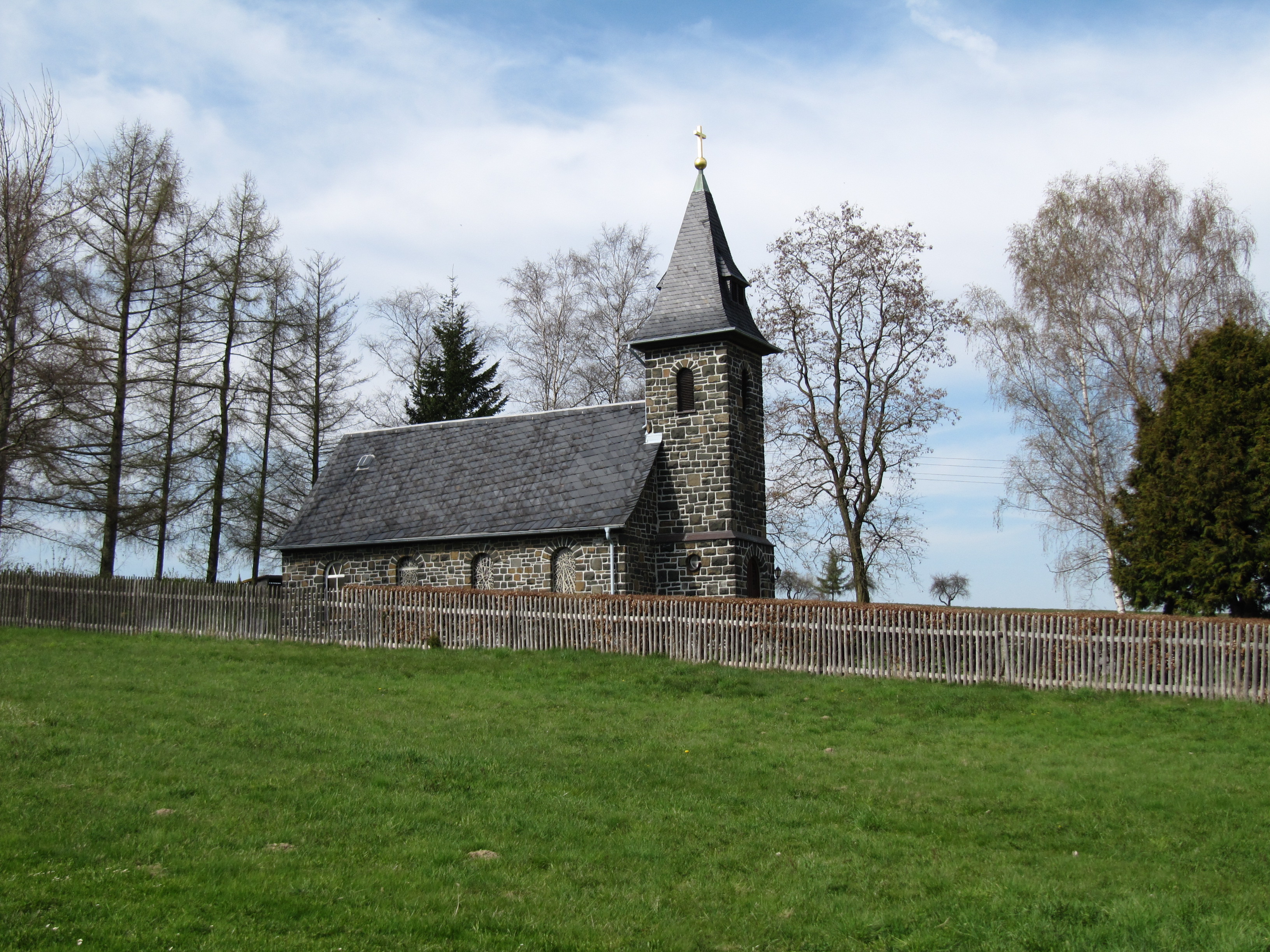
Emmaus-Kapelle in Raila

Die urkundliche Ersterwähnung von Raila erfolgte am 14. August 1325.
1951 wurde der Grundstein für die Railaer Emmaus-Kapelle gelegt. Der Bau begann als Leichenhalle mit Andachtshalle, weil Kirchenneubauten in der DDR von der staatlichen Führung nicht gewollt waren. Mit Fertigstellung des Rohbaus 1954 wurde der nun erkennbare Kirchenbau durch die Behörden vorübergehend gestoppt. Am 18. Mai 1959 wurde die Emmaus-Kapelle schließlich geweiht.
Während der DDR-Zeit unterhielt der VEB Carl Zeiss Jena im Wetteratal das Pionierlager Hermann Matern. Seit 1990 war das Objekt ungenutzt. In den Jahren 2002 bis 2004 wurden die Gebäude abgerissen und das Gelände im Rahmen einer Ausgleichsmaßnahme für den Ausbau der A 9 renaturiert.